# Kouakro
Kouakro est une ville située au sud-est de la Côte d'Ivoire et appartenant au département d'Aboisso, dans la Région du Sud-Comoé. La localité de Kouakro est un chef-lieu de commune et de sous-préfecture .
La ville est dotée d'un Centre de Santé Urbain inauguré le vendredi 9 mai 2014 par la ministre de la santé et de la lutte contre le sida Mme Raymonde Goudou. À la rentrée scolaire 2014-2015, le collège de la ville ouvrira ses portes.